# Tina Lipicer-Samec
Tina Lipicer-Samec (ur. 9 października 1979 w Šempeterze pri Gorici) – słoweńska siatkarka grająca na pozycji przyjmującej. Od 2018/2019 występuje w drużynie OK Hit Nova Gorica.

## Sukcesy klubowe
Mistrzostwo Polski:
- 2006

Puchar Challenge:
- 2009

Puchar Czech:
- 2011

Mistrzostwo Czech:
- 2011

Puchar Francji:
- 2012

Liga Mistrzyń:
- 2012

Mistrzostwo Francji:
- 2012